# NGC 5008
NGC 5008 في الفهرس العام الجديد، هي مجرة، تقع في كوكبة العواء. اكتشفت في 18 مايو 1862 بواسطة هاينريش لويس دريست.

## روابط خارجية
- NGC 5008 على موقع ويكي سكاي: DSS2, SDSS, GALEX, IRAS, Hydrogen α, X-Ray, Astrophoto, Sky Map, Articles and images